# طب العيون

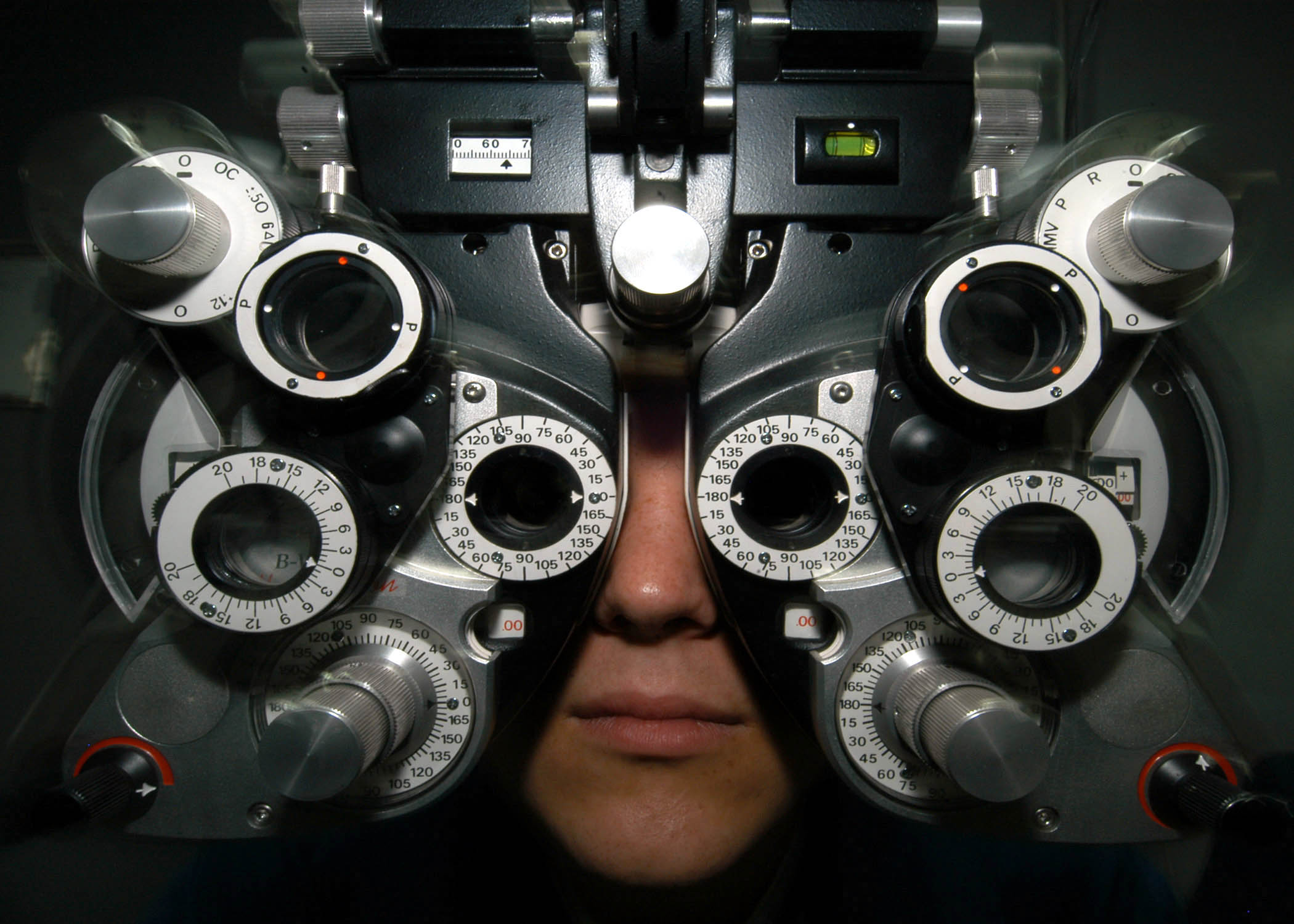
محرك الإبصار قيد الاستخدام

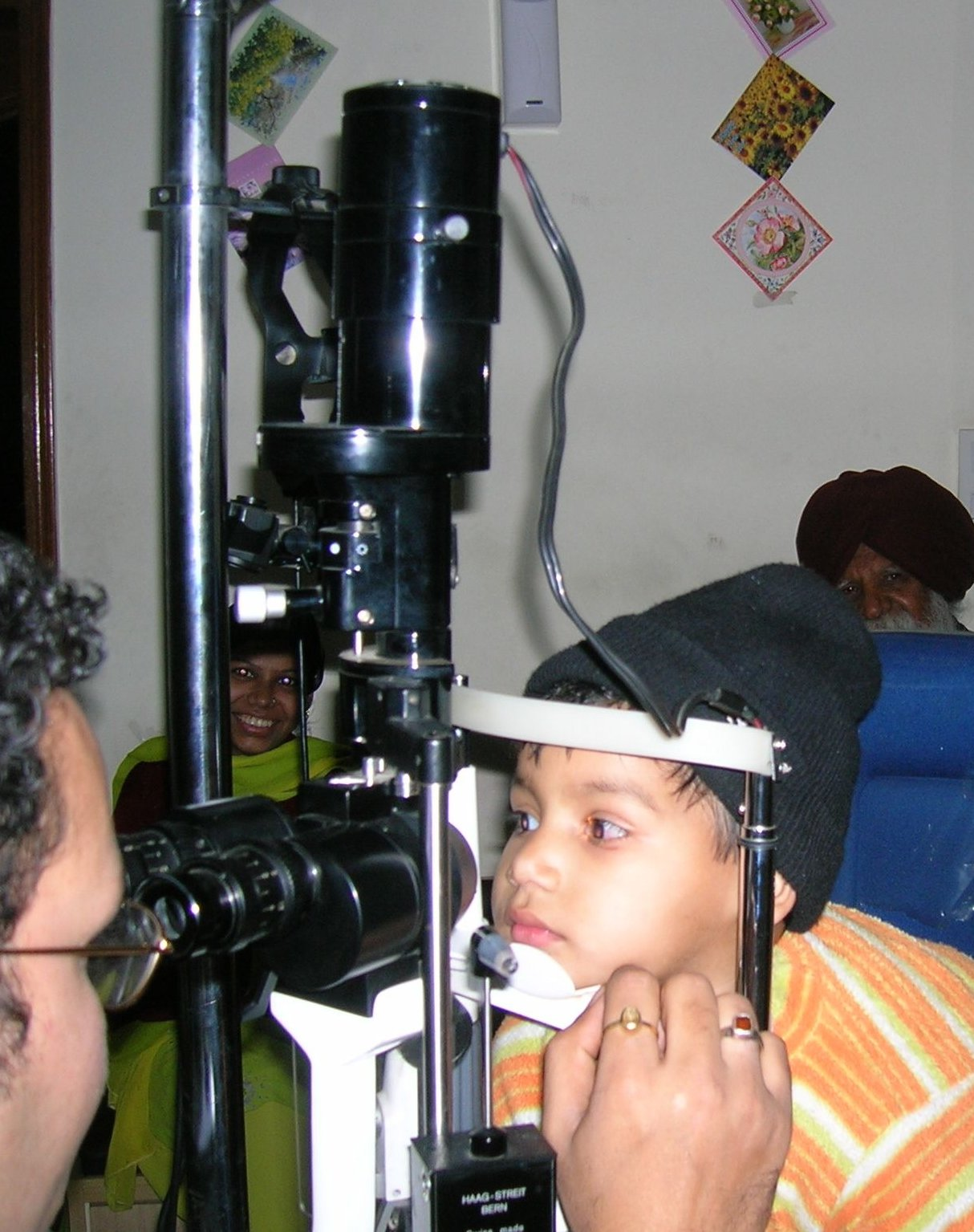
فحص العيون في عيادة طبّ عيون باستخدام المصباح الشقي

طبّ العيون (بالإنجليزية: Ophthalmology) هو فرع من الطبّ الذي يتعامل مع أمراض وجراحة العيون والمسالك البصرية، يتضمّن ذلك العين، العصب البصري، الشبكية والجسم الزجاجي والعدسة، القزحية، القرنية، الجفون، والمناطق المحيطة بالعين مثل: الجهاز الدمعي وجفني العين، فطبيب وجراح العيون يُعنَى بمعالجة العينَينِ وما يُصيبُهُما من أمراضٍ وأخطاءٍ انكسارية، قد يشمل هذا معالجة الأمراض التي تصيب العين من رمد أو التهابات، أو العمليات الجراحية لتصحيح النظر وزراعة العدسات ومعالجة السويرق (المياه السوداء) والسّاد (المياه البيضاء) وأمراض الشبكية والعصب البصري
والأمراض الأخرى. يتراوح سير بعض الأمراض العينية بين الحاد كفقدان الرؤية المفاجئ، وتحت الحاد، والمزمن كالساد واعتلال الشبكية السكري.

## الأمراض
قائمة جزئية من أكثر الأمراض شيوعا التي تم تشخيصها وعلاجها من قبل أطباء العيون تشمل:
- اعتمام عدسة العين
- الزرق
- تنكس بقعي
- اعتلال الشبكية السكري
- التهاب القرنية والملتحمة الجاف
- الحول (اختلال/انحراف العينين)
- جحوظ العين (انتفاخ العينين)
- دماع (انسداد القناة المسيلة للدموع)
- التهاب القزحية

## أصل التسمية
أصل التسمية: كلمة اوفثالمولوجي أتت من الكلمة اليونانية “اوفثالمس” والتي تعني العين، وكلمة “لوجي” (-logy) والتي تعني علم دراسة. إذاً، معنى كلمة اوفثامولوجي حرفياً تعني علم دراسة العين. كفرع من المعرفة والعلوم، علم أمراض العيون يشمل أيضاً عيون الحيوانات حيث أن الفوارق عن البشر قليلة جداً بشكل عجيب وتكاد تكون بشكل رئيسي فروقات بالتشريح وليست فروقات بطبيعة الأمراض.

## التاريخ

### الهند القديمة

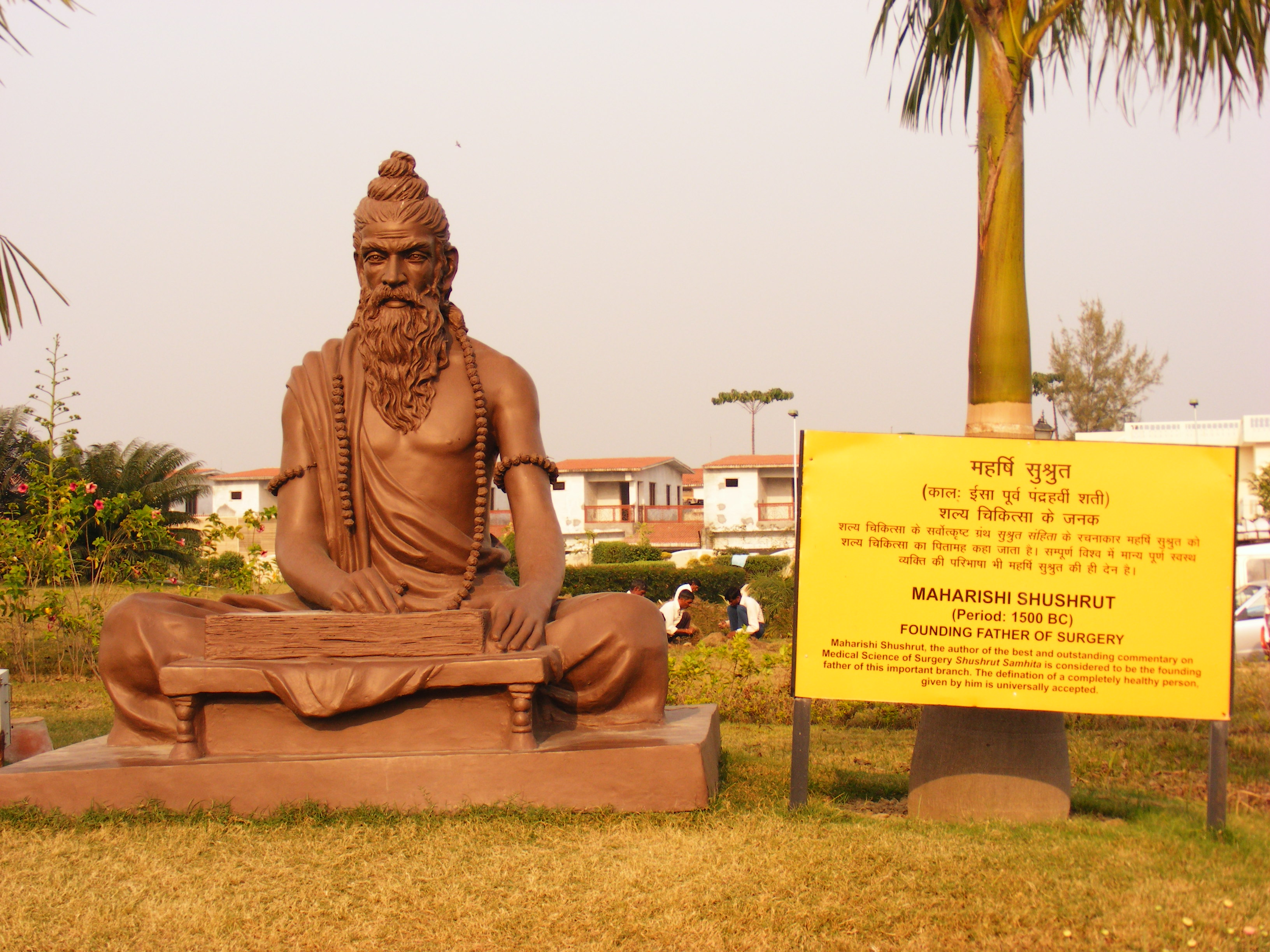
تمثال ساشرواتا، حيدراباد

الجراح الهندي ساشرواتا كتب ساشوراتا سامهيتا بلغة السانسكرت الهندية قبل حوالي 800 سنة قبل الميلاد وقد وصف حوالي 76 مرض بصري، 51 منها تعتبر جراحية كما وصف العديد من الأدوات والتقنيات الجراحية. وصفه لجراحة المياه البيضاء بالعين كان يشبه أكثر استخراج العدسات خارج كبسولة العين أكثر من اضجاع العدسة ‏. اعتبر ساشوراتا أول جراح للمياه البيضاء.

### قبل أبوقراط
الأطباء قبل عصر أبوقراط اعتمدوا بشكل كبير لتصورهم تشريح العين على التخمين أكثر من العلم التجريبي. لقد تعرفوا على الصلبة العينية (الطبقة البيضاء) والقرنية الشفافة التي تغطي الطبقة الخارجية للعين مع الطبقة الداخلية والبؤبؤ وسائل بالوسط. لقد كان يعتقد أن هذا السائل هو الوسط للنظر وينتقل بين العين والمخ عن طريق أنبوب. أرسطو طور هذه الأفكار عن طريق التجربة. لقد قام أرسطو بتشريح عيون الحيوانات واكتشف 3 طبقات للعين ليس طبقتين ووجد أن السائل كان ثابت على العدسات ويتصلب بعد الموت والطبقات الأخرى كانت مجاورة. لقد نشر أرسطو ومعاصروه حقيقة وجود 3 أنابيب توصل للعين وليس فقط أنبوب واحد. أنبوب واحد من كل عين يلتقى داخل الجمجمة.

### روفس
تعرف روفس على نموذج للعين أكثر حداثة مع الملتحمة تمتد كطبقة طلائية رابعة فوق العين. روفس كان أول شخص تعرف على الحجرتين داخل العين، مع حجرة واحدة من القرنية للعدسة (مملوءة بالماء)، والحجرة الأخرى من العدسة إلى الشبكية. الطبيب اليوناني جالين أصلح بعض الأخطاء مثل انحناء القرنية والعدسات، طبيعة العصب البصري، ووجود الحجرة الخلفية في العين.
بالرغم من أن هذا النموذج كان تقريباً صحيحاً للعين الحديثة إلا أنه احتوى على بعض الأخطاء. ظل هذا النموذج إلى أن أتى فيزالس الذي اكتشف الجسم الهدبي حيث وجد أن الصلبة العينية، غلاف العين المشيمي والقرنية تلتقي في نفس النقطة. الحجرتان الاثنتان وجدت لتمتلك نفس السوائل كما أن العدسة متصلة بغلاف العين المشيمي. جالين استمر بمفهوم القناة المركزية ولكنه قطع العصب البصري ورأى أنه كان صلباً. قام جالين بعد سبع عضلات بصرية مخطئاً. لقد اكتشف أيضاً القنوات الدمعية.

### علم أمراض العيون بالشرق الأوسط
العلماء العرب والفرس المسلمون من القرون الوسطى اعتبروا أن من الطبيعي الجمع بين النظرية والتطبيق وهذا يتضمن استخدام الأدوات الحرفية الدقيقة، وهكذا وجدوا من الطبيعي أن يجمع بين دراسة العين والتطبيق العملي لهذه المعرفة.
ابن الهيثم، عالم عربي مسلم كتب عن البصريات وتشريح العين في كتابه البصريات.
ابن النفيس، عالم مسلم من دمشق كتب كتاباً ضخماً سمي “كتاب المهذب في طب العيون” مجزأ في جزأين، في العلم النظري لعلم العيون وأدوية العيون البسيطة والمعقدة.

### القرن السابع والثامن عشر

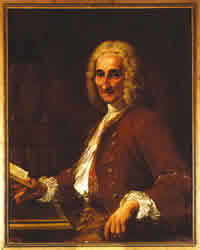
فرانسوا بيتي

لوحة مائية لراهبة بعيون تنزف، "Arzneibuch Compendium of popular medicine and surgery, 1675"

في القرن السابع والثامن عشر استخدمت العدسة المكبرة عن طريق Malpighi، والمجهر المكبر عن طريق van Leeuwenhoek وكلاهما استخدم لتحضير الدراسات المختصة بتثبيت العين عن طريق Ruysch، ولاحقا تجميد العين عن طريق فرنسوا بيتي ‏. هذا ساعد لتكثيف الدراسات وابتكار نموذج مطور. بعض الأخطاء لا زالت مستمره، من ضمنها: لماذا يتغير وسع البوبو (ربما لتغير تدفق الدم للقزحية)، ووجود الحجرة الخلفيه، والطبيعة الفيزولوجيه لشبكية العين. في عام 1722م،van Leeuwenhoek لاحظ وجود عيدان ومخاريط العين في الشبكية (Rods and Cones)، ولكن في الحقيقة لم يتم التأكد منها الا في عام 1834م باستخدام المجهر عن طريق Gottfried Reinhold Treviranus. 
كان جورج جوزيف بير (1763م-1821م) طبيب عيون نمساوي ورئيس أول كلية طبيه في فيينا. هو من ابتكر وقام بعلاج المياه البيضاء عن طريق العملية السديلة، وكذالك تطوير الأداة المستخدمة في جراحات العيون (أداة بير).

### جراحة العيون في بريطانيا العظمى
أول جراح عيون في بريطانيا كان John Freke، أعطي هذا المنصب عن طريق رئيس مستشفى سانت بارثولوميو في عام 1727م. مهارته في إزالة المياه البيضاء شرعت التخصص.
أول مستشفى مختص في طب العيون فتح عام 1805م في لندن، والآن يطلق عليهMoorfields Eye Hospital. تطور المهارات الإكلينيكيه في هذا المستشفى عن طريق Sir Stewart Duke Elder ‏ أدى إلى تأسيس أكبر مستشفى عيون في العالم ورابطة للمهتمين في أبحاث العيون.

### القرن العشرين
أبرز العلماء المختصين في مجال العيون خلال القرنين التاسع عشر والعشرين كان من ضمنهم Ernst Abbe، أحد ملاك شركة زيسا في ألمانيا لتصنيع المعدات لجراحة العيون. وكذلك Hermann von Helmholtz عالم متعدد الثقافات وكانت له إسهامات في مجالات عديدة وقام باختراع منظار العين في عام1851م. كلاهما الاثنان قاما بتطوير الحسابات النظرية في تشكيل الصور الخاصة بالأنظمة البصرية وساهما كذلك في تفسير عمل العصب البصري.

### أوروبا الوسطى
العديد من أطباء العيون في أوروبا هاجروا ألمانيا 1933م بعد ملاحقة النازيين لليهود. ممثلهم كان Joseph Igersheimer، وكان معروف باكتشافه للأرسيفاناماين لعلاج الزهري. لقد هاجر لتركيا عام 1933م واصبح مديرا في قسم أعضاء هيئة التدريس بكلية الطب باسطنبول. في عام 1939م، سافر للولايات المتحدة الأمريكية وأصبح أستاذا في جامعة توفتس.
الجمعية البولنديه لطب العيون تأسست عام 1911م. ممثلها كان Adam Zamenhof الذي قدم بعض الوسائل لتشخيص وجراحة وتطبيب العيون، وقد اغتيل اخيرا من قبل النازيين في عام 1940م. Zofia Falkowska رئيس قسم أعضاء هيئة التدريس ورئيس قسم أمراض العيون في جامعة Warsaw من عام 1963م إلى 1976م، كان أول من استعمل الليزر في علاج امراض العيون.

## المتطلبات المهنية
استشاريين العيون هم منأكملوا دراسة الطب، وأكملوا طب الإقامه في امراض العيون. التدريب في امراض العيون يعد مختصين لتوفير العناية الكاملة بالعيون، ومن ضمنها صرف النظارات والعدسات التصحيحيه، العلاج الدوائي، والجراحة المجهرية.
في العديد من البلدان، أخصائي العيون أيضا يحصلون على تدريبات اضافيه في التخصصات الدقيقة المتعلقة بامراض العيون. تخصص العيون هو أول تخصص يقدم شهادة المجلس العلمي أو البورد، ثم آصبح قاعدة في التخصصات الأخرى.

### أستراليا ونيوزلندا
في كل من أستراليا ونيوزلندا، الFRACO/FRANZCO يعتبر مساوي لشهادة بعد التخرج. يعتبر تخصص العيون جدا تنافسي والتدريب يعتبر متابع عن كثب في مدة تقارب الخمس سنوات تقريبا. المتخصصين خارج البلدين يقيمون عن طريق موقع.RANZO الذين يكملون تدريبهم في المملكة المتحدة عادة ما يكونون موازيين.

### بنغلاديش
في بنغلاديش لتصبح طبيب متخصص في أمراض العيون يتطلب الحصول على شهادة البكالوريوس في الطب والجراحة (MBBS). بعد ذلك يتوجب الحصول على شهادة أو دبلوم في التخصص. ويوجد في بنغلاديش شهادة الدبلوم في تخصص العيون، زمالة الكلية لأطباء والجراحين في تخصص العيون، ودرجة الماجستير في علم أمراض العيون.

### كندا
في كندا، بعد الحصول على شهادة البكالوريوس في الطب والجراحة يتطلب الإقامة في تخصص العيون خمس سنوات على الأقل للحصول على زمالة الكلية الملكية للجراحين في كندا (FRCSC). حوالي 30% يكملون الدراسة في تخصصات دقيقة مختلفة مثل جراحة الجزء الأمامي، القرنية، المياه الزرقاء، التأهيل البصري، الالتهاب العنبي، الجراحة التجميلية، علاج وجراحة الشبكية، أورام العيون، أمراض العيون العصبية. حوالي يوجد 35 مقعد شاغر سنويا لبرامج الإقامة في تخصص العيون في كندا. ويتغير عدد المقاعد سنويا ما بين 30 -37 مقعد. من بين هذي المقاعد يخصص7 مقاعد للكليات المتحدثة بالفرنسية في مقاطعة كيوبيك. والمقاعد المتبقية للمتحدثين باللغة الإنجليزية الذين يصل عددهم بالمئات سنويا. بعد خمس سنوات من انتهاء برنامج التدريب لابد للمتدربين من اجتياز الاختبار النظري والشفوي بالكلية الملكية.

### فنلندا
في فنلندا الأطباء يتخصصون بعد خمس سنوات من التدريب العملي والنظري في طب العيون.

### الهند
في الهند، بعد الحصول على شهادة البكالوريوس في الطب والجراحة، الدرجات تشمل دكتوراه في الباطنة، ماجستير في الجراحة، دبلوم طب وجراحة العيون، ودبلوم البورد الوطني. التدريب المتزامن مع الخبرة العملية خلال تدريب الإقامة في كلية الطب، مستشفى العيون، أو معهد تحت إشراف أطباء مختصين. المزيد من الخبرة العملية يتم خلال الزمالة، الامتياز، أو الإقامة سوف يقوًم مهارات جراحي العيون. جميع أطباء العيون في الهند ومجتمعاتهم يقومون بعقد مؤتمرات دورية ويشاركون بفعالية في التعليم الطبي المستمر.

### نيبال
في النيبال، بعد الحصول على شهادة البكالوريوس في الطب والجراحة يتطلب دراسة 3 سنوات في التخصص. تسمى شهادة التخصص في طب العيون دكتوراه مهنية في طب العيون. وتقدم هذه الشهادة حاليا من عدة معاهد مثل معهد تلنغاغا لطب العيون معهد كاثامندو وغيرها من المعاهد. بعض النيبالين يدرسون هذا التخصص في بنغلاديش، الصين، الهند، باكستان ودول أخرى. جميع الخريجين ينبغي أن يجتازون اختبار لجنة الهيئة الطبية النيبالية ليمارس المهنة في النيبال. يخضعون التدريب المتزامن مع الخبرة العملية خلال تدريب الإقامة في كلية الطب، مستشفى العيون، أو معهد للدرجة المعطاة من الجامعة وفق الضوابط والأنظمة. جمعيات أطباء العيون في النيبال يقومون بعقد مؤتمرات دورية وأنشطة لتأكيد التعليم الطبي المستمر.

### إيرلندا
في إيرلندا تمنح الكلية الملكية للجراحين في إيرلندا العضوية (MRCSI (Ophth)) أو الزمالة (FRCSI (Ophth)) بالتعاون مع الكلية الإيرلندية لأطباء العيون. التدريب بعد التخرج يتكون من سنة امتياز، ثلاث سنوات عالأقل في الجراحة الأساسية وأربع سنوات ونصف في الجراحة المتخصصة. التدريب الأكلينكي يكون في المستشفيات العامة المدعومة من الخدمات الصحية ‏ في دبلن، سليغو، ليمريك، غالوي، ووترفورد وكورك. تدريب ثمان سنوات ونصف على الأقل ليتمكن الطبيب من الحصول على لقب استشاري. بعض المتدربين يحصلون على تدريب إضافي للحصول درجات علمية أخرى أو زمالات في دول أخرى مثل المملكة المتحدة، أستراليا، والولايات المتحدة.

### باكستان
بعد شهادة البكالوريوس في الطب والجراحة، أربع سنوات من برنامج الإقامة التدريبي الذي ينتهي بالاختبار في طب العيون تحت إشراف كلية الاطباء والجراحين في باكستان. الاختبار الصارم يتم بواسطة طبيب عالي التأهيل من باكستان وطبيب استشاري عيون من خارج باكستان. أيضا من متطلبات التدريب العمل على رسالة بحث في البصريات والانكسار تحت إشراف المختصين. بالنسبة للأطباء العسكريين يحصلون على سنتين من التدريب تحت إشراف معهد Rawalpindi التابع للقوات الباكستانية المسلحة. بالإضافة للدبلومات والدرجات الأخرى للفنيين والتمريض والتقنيين في مجال البصريات وطب العيون وتقدم عن طريق كلية طب العيون في لاهور ومعهد باكستان لطب العيون في بشوار. وتتوفر أيضا التخصصات الدقيقة مثل طب العيون للأطفال ‏ وجراحات الشبكية. جامعة الملك إدوارد الطبية ‏، مستشفى الشفا للعيون، مستشفى ال إبراهيم للعيون بكراتشي توفر برامج التخصص الدقيقة.

### الفلبين
علم أمراض العيون يعتبر من التخصصات التي تستخدم الأساليب الجراحية والطبية في علاج أمراض العين. لكي تصبح طبيب عيون عام، المرشح يجب أن يكون أنهى بكالوريوس الطب والجراحة واجتاز اختبار رخصة الأطباء وأتم سنة الامتياز بالإضافة إلى إكمال طب الإقامة في تخصص العيون لدى أي من الأكاديميات الطبية الفلبينية أو البرامج المعتمدة الأخرى.
نيل شهادة البورد في تخصص العيون في الفلبين هو اختياري ولكنه مفضل ومطلوب للحصول على امتيازات في معظم المؤسسات الصحية الكبيرة. خريجو برامج الإقامة يستطيعون أخذ تدريب إضافي في تخصصات فرعية لطب العيون مثل طب العيون العصبي، إلى آخره.. عند إكمال برنامج الزمالة والذي يختلف في المدة طبقاً لمتطلبات كل برنامج. المؤسسة المهنية الرائدة في البلاد هي الأكاديمية الفلبينية لطب العيون والتي تنظم أيضاً برامج الإقامة لطب العيون وشهادات البورد عن طريق وكالتها المعتمدة، مجلس البورد الفلبيني لطب العيونز 

### المملكة المتحدة
في المملكة المتحدة، ثلاث كليات تقوم بتدريب الاطباء في تخصص العيون. الكلية الملكية لطب العيون ‏، والكلية الملكيه للجراحه بادينبيرق، وكلية قلاسكو الملكية. العمل بعد التخرج في مجال العيون يعد شيء أساسي في التخصص. عمل الاستشاريين عادة ما يكون ضمن الخدمات الصحيه العالميه، بالإضافة للعمل الخاص لبعض الأطباء.
يشكل أطباء العيون 2.3 لكل 100,000 شخص في المملكة المتحدة، أقل مقارنة بأي دولة أوربية أخرى. 

### الولايات المتحدة
في الولايات المتحدة بعد الحصول على المدرسة الطبية في الولايات المتحدة والجراحة يتطلب التدريب لمدة أربع سنوات في برنامج الاقامة. تكون سنة الامتياز في السنة الأولى في تخصص الباطنة، الجراحة أو طب الأطفال. الزمالات في التخصصات الدقيقة تستلزم سنوات أخرى إضافية بعد برنامج الإقامة. في أغلب الأحيان حاليا أغلب أطباء العيون المتدربين يتم تأهيلهم في برامج معتمدة من مجلس الاعتماد لطلاب الطب الخريجين ‏ أو الجمعية الأمريكية لطب العيون ويحصلون على البورد الأمريكي لطب العيون ‏. 
يتوجب على الأطباء إكمال المتطلبات للتعليم الطبي المستمر للحفاظ على الرخصة وتجديد الشهادة. المؤسسات المهنية مثل الأكاديمية الأمريكية لطب العيون تنظم مؤتمرات دورية لتساعد الاطباء في التعليم الطبي المستمر والمحافظة على شهادة البورد وتقديم الدعم.

## التخصصات الفرعية
طب العيون يتضمن عدة تخصصات تهتم بأمراض معينة أو مجموعة من الأمراض ذات العلاقة بجزء خاص من العين، ومنها:
• تخصص جراحة الجزء الأمامي من العين.

## أطباء عيون معروفون

### القرون الثامن عشر- التاسع عشر

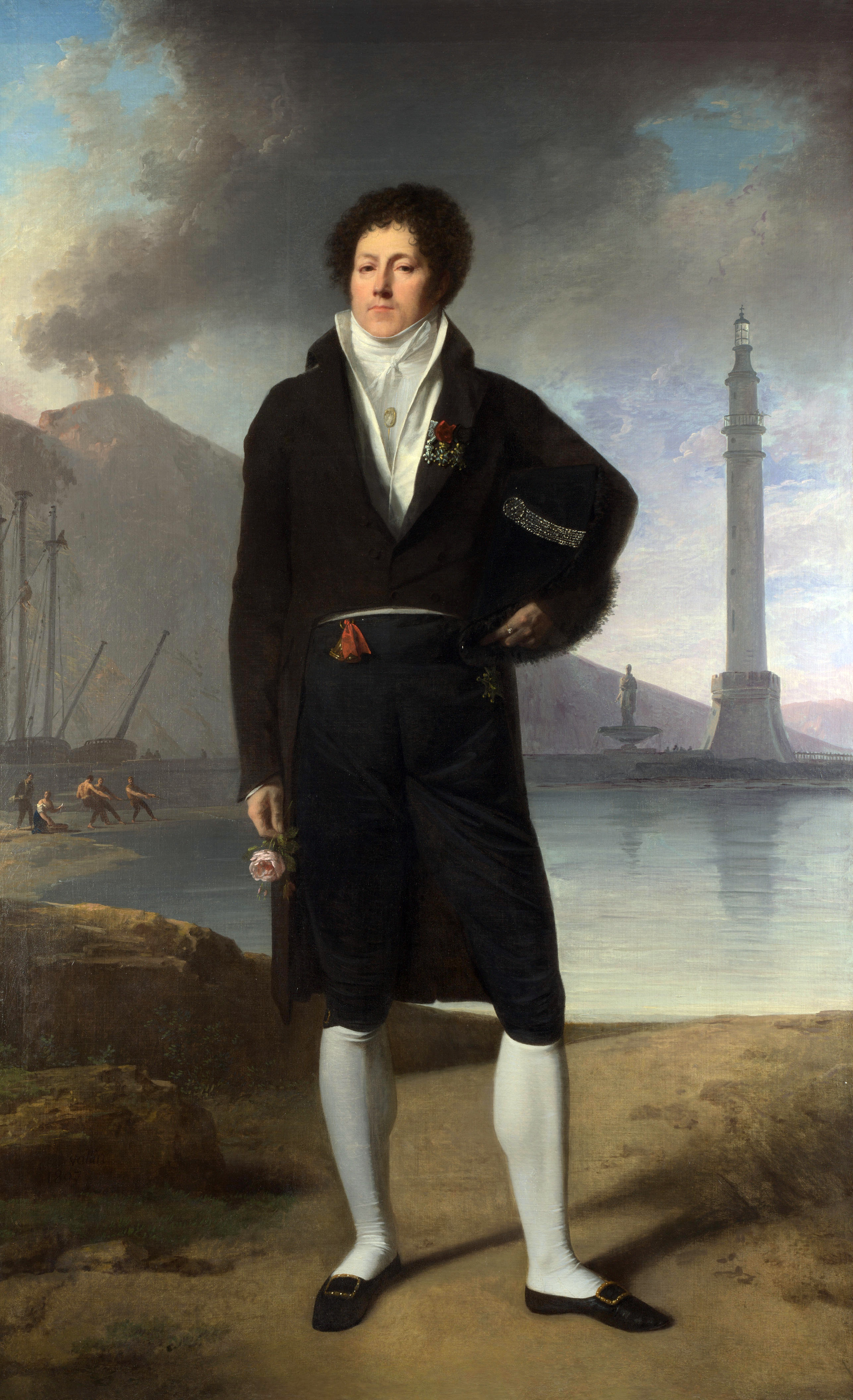
جوزيف فورلينزي

• ثيودور ليبير ‏ أكتشف كمنة ليبير الخلقية، الاعتلال العصبي البصري الوراثي، تمدد الأوعية الدموية الدخنية، التهاب ليبير النجمي العصبي الشبكي.

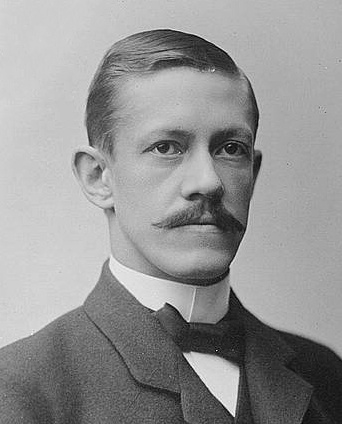
الفار غولستراند

 • جون فريدريك فرانس ‏ (1817-1900)، في عام 1847، خلف الدكتور جون فريدريك فرانس الراحل السيد جون مورغان كمحاضر في جراحة العيون في الكلية الفرنسية للعيون. في عام 1855، انتخب زميلا للكلية الملكية للجراحين. كما انه كان زميلا لجمعية خبراء الآثار ‏ الفرنسية، وساهم بنشر كتب الطبعة الثانية للدكتور مورغان مع ملاحظاته الخاصة، حول أمراض العين (1848)، وكان هو نفسه كاتبا عظيما في تخصصاتى العيون. ساهم في «تقارير مستشفى الرجال» بأكثر من 17 ورقة بحثية بين 1848 و 1861، وظهرت العديد من الأوراق الأخرى له في مختلف المطبوعات الدورية. وكان واحدا من الكتاب الذين دعموا النظرية القائلة بوجود علاقة سببية بين مرض السكري والمياه البيضاء، التي كانت في ذلك الوقت لا تزال محط تساؤل من قبل العديد من الأطباء. واستخدم طريقة لتثبيت مقلة العين في العمليات باستخدام ملقط جراحي بسيط، (بدون القفل النابض) في 27 عملية وكان له النجاح في كل منها. كما نشرت فرانس الملاحظات السريرية حول إصابات العين، والشلل البصري، واهتراء الجفن العلوي للعين. وفي نفس المجلة (أكتوبر 1845) أبلغ عن الإستئصال الناجح لمياه بيضاء متكلسة ناتحجة من اصابة في الغرفة الأمامية للعين.

### القرن العشرين - الواحد العشرين

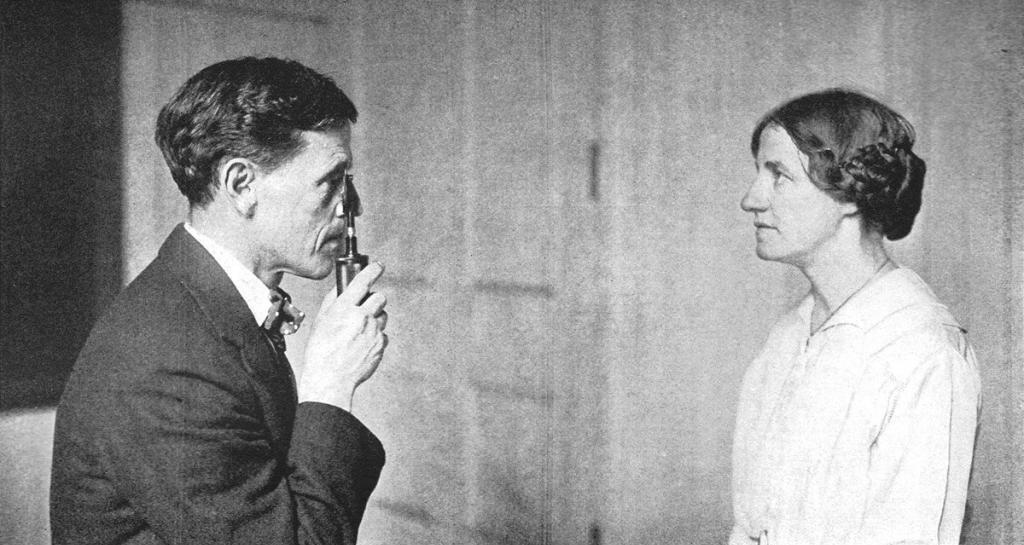
وليام بيتز ومساعدته

• وليام بيتس هوراشيو (أمريكي) (1860-1931) واضع «طريقة بيتس غير التقليدية»، كما أن له الفضل في كونه مؤسس حركة تحسين الرؤية الطبيعية.

## طب العيون في التراث العربي والإسلامي
ينقل علي الدفّاع في كتابه رواد علم الطب في الحضارة العربية والإسلامية كيف عُرفَ طب العيون قديماً عند العرب والمسلمين في العصور الإسلامية بعلم الكحالة، والكحّال هو الشخص الذي عنده خبرة ومعرفة جيدة بالأمراض التي تصيب العين، ولديه مقدرةٌ على علاجها بمهارةٍ باستعمال الأغذية والأدوية أوالجراحة. كما يجب على الكحال أيضاً أن يُلمَّ تماماً بتشريح العين، ربما يتجاهل العالم أجمع أن طب العيون أصله بالكامل هو العرب، وذلك واضح في المصطلحات العربية والتي ترجمت إلى الإنجليزية بتطابق، وفيما يلى أمثلة على بعض تلك المصطلحات: شبكية العين: باللغة العربية تسمى «الردينة» وبالإنجليزية «شبكية»، والقرنية: باللغة العربية «القرنية» وبالإنجليزية «قرنية»، وحجاج العين: بالعربية «المربض» وبالإنجليزية «مدار» إلى غير ذلك من المصطلحات ذات الجذر اللغوي المتشابه، ووصف الأطباء المسلمون بعض الحالات الطبية المتعلقة بالعين مثل الماء الأزرق (و يعضهم سماها بـ «صداع البؤبؤ»)، والعمليات على الملتحمة، وكانوا أول من استخدم عبارة «شبكية العين» و«الساد».

## استخدامات الليزر في طب العيون
انظر مقالة استخدامات الليزر في طب العيون